# 1887 год в истории железнодорожного транспорта
1887 год в истории железнодорожного транспорта

## События
- На территории Саудовской Аравии построена первая узкоколейная железнодорожная линия Эр-Рияд — Даммам[1].
- В России в строящихся пассажирских вагонах газовое освещение заменено электрическим[1].
- На территории современного Узбекистана началось строительство первой линии Ташкентской железной дорогой.
- В 1887 году в Милане (Королевство Италия) прошёл II Международный железнодорожный конгресс.

## Новый подвижной состав
- Русским инженером И. Н. Ливчаком создан первый путеизмеритель с механической записью дефектов на бумажной ленте.

## Персоны

### Родились
- 24 декабря — Шатов, Владимир Сергеевич, партийный и советский работник, хозяйственный деятель, железнодорожник, наиболее известен как начальник строительства Туркестано-Сибирской железной дороги.